# Lado Awaliani
Lado Awaliani (georgisch ვლადიმერ „ლადო“ ავალიანი; * 2. Maijul. / 15. Mai 1913greg. 1913 in Sestaponi, Gouvernement Kutaissi, Russisches Kaiserreich; † 1998) war ein georgischer Schriftsteller.    

## Leben
Er wurde als Sohn eines Physiker geboren. Bis 1940 studierte er Graphik an der Kunstakademie Tiflis. Bereits während des Studiums betätigte er sich jedoch auch als Schriftsteller. Es folgte eine Tätigkeit im georgischen Filmstudio Kartuli Pilmi und als künstlerischer Redakteur für die Zeitschrift Oktombreli. Von 1977 bis 1981 war er Leiter der Prosaabteilung des georgischen Schriftstellerverbandes. Später war er freischaffend tätig.
Er war mit der georgischen Malerin Natela Iankoschwili verheiratet und hatte keine Kinder.
Seine Werke wurden ins Russische bzw. in andere Sprachen der Sowjetunion übersetzt. Darüber hinaus erfolgten auch Übersetzungen ins Deutsche, Tschechische und Englische.

## Werke
- lahil pirveli, (Lahil der Erste), Erzählungsband, 1940
- novelebi, (Novellen), Erzählungsband, 1947
- qaribi mgosani, (Der arme Dichter), Erzählungsband, 1948
- axali horizonti, (Der neue Horizont), Romantrilogie, 1952–1969
- novelebi, (Novellen), Erzählungsband, 1953
- Novellen, Erzählungsband, 1958
- suloagas kudi, (Der Hut des Zuloaga), Erzählungsband, 1959
- ati novela, (Zehn Novellen), Erzählungsband, 1961
- roca mze pirs ibanda, (Als sich die Sonne wusch), Erzählungsband, 1966
- sami novela, (Drei Novellen), Erzählungsband, 1967
- muxis cia, (Der Eichenwurm), Erzählungsband, 1973
- novelebi, cerilebi, (Novellen, Artikel), Erzählungsband, 1975
- argvetis mtavrebi, (Die Regierenden von Argweti), Stück, Tragödie
- mocqobili, (Eingerichtet), Stück, Komödie, 1978

Übersetzung ins Deutsche:
Erzählung aus dem Jahre 1946: "Der Eichenwurm", Ü: K. Lichtenfeld. In: Steffi Chotiwari-Jünger: Der ferne weiße Gipfel, Georgische Erzählungen, Verlag Volk und Welt Berlin 1984, S. 150–171.